# Francis Orpen Morris
Pour les articles homonymes, voir Morris.
Francis Orpen Morris (25 mars 1810 – 10 février 1893) est un pasteur irlandais, ornithologue, entomologiste et botaniste, auteur de nombreux ouvrages sur l'histoire naturelle et sur le patrimoine architectural britannique. Il a notamment écrit The County Seats of the Noblemen and Gentlemen of Great Britain and Ireland.

## Biographie
Francis Orpen Morris est le fils aîné de l'amiral Henry Gage Morris et de son épouse Rebecca, fille de Francis Orpen, vicaire du village de Kilgarvan dans le comté de Kerry. Morris passe ses premières années sur la côte ouest de l'Irlande, où il manifeste très tôt son amour de la nature. La famille va ensuite s'installer en Angleterre à partir de 1824, d'abord à Worcester puis à Charmouth, dans le comté de Dorset, en 1826.
Au Worcester College d'Oxford, Morris obtient son diplôme en 1833. Entre autres sujets, il étudie l'Histoire naturelle de Pline l'Ancien. Il fait la connaissance de l'entomologiste James Duncan (1804-1861), auteur de British Butterflies, et participe au classement de la collection d'insectes de l'Ashmolean Museum.
Ordonné diacre dans l'Église anglicane par l'archevêque d'York en 1834, il est nommé vicaire à Huttons Ambo puis à Nafferton, près de Driffield dans le Yorkshire de l'Est, où il reste pendant neuf ans. En 1854, il devient recteur de la paroisse de Nunburnholme, dans la même région. Il y poursuit ses travaux scientifiques.
Marié depuis 1835 à Anne Sanders, il est le père de six filles et de trois fils, dont l'historien Marmaduke Charles Frederick Morris, né en 1844, qui lui consacrera un livre en 1897.
Sa sœur Cornelia Morris, épouse d'Abraham Bower, est la mère du botaniste britannique Frederick Orpen Bower (1855-1942).
Il est enterré à Nunburnholme, dans le Yorkshire de l'Est.

## Opinions
Francis Orpen Morris passe pour avoir un caractère intransigeant, aux opinions tranchées : antiféministe, conservateur, il réprouve la chasse au renard et toute autre forme de destruction de la vie sauvage. Adversaire de l'évolutionnisme défini par Charles Darwin, il s'oppose également à Thomas Huxley, qu'il accuse de pratiquer la vivisection. Il milite pour le respect et la conservation de la nature et finit par obtenir gain de cause.

## Œuvre

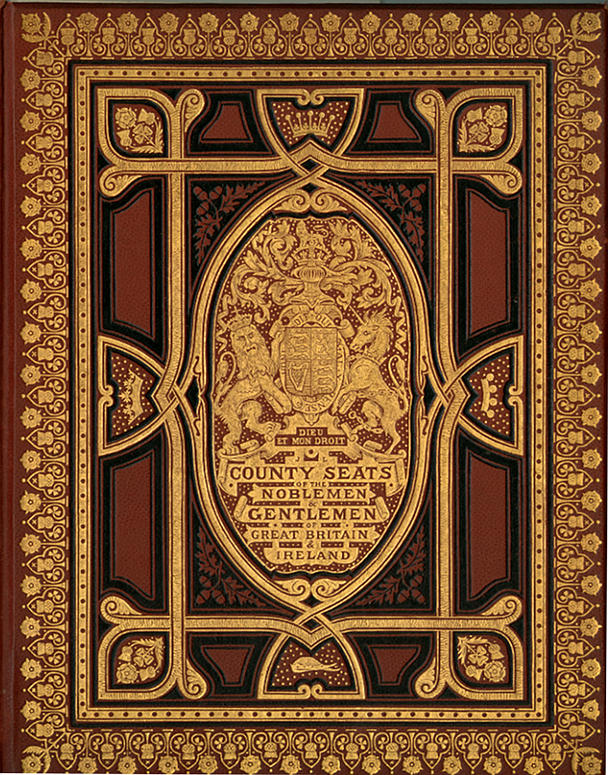
County Seats of The Noblemen and Gentlemen of Great Britain and Ireland (1870)

## Publications
- 1834 Guide to an Arrangement of British Birds – 20 pp., Longmarts.
- 1849 A Bible Natural History. Groombridge.
- 1850 An Essay on the Eternal Duration of the Earth. 15 pp., Groombridge.
- 1850 An Essay on Scientific Nomenclature. 10 pp., Groombridge.
- 1850–1857. A History of British Birds. 6 vols., 8vo, Groombridge.
- 1851–53 A Natural History of the Nests and Eggs of British Birds. 3 vols., Royal 8vo, Groombridge.
- 1852 A History of British Butterflies. Royal 8vo, Groombridge.
- 1856 A Book of Natural History. Groombridge.
- 1859–70 A History of British Moths. 4 vols., Royal 8vo, Longmarts.
- 1860 Anecdotes of Natural History. Longroans.
- 1861 Records of Animal Sagacity and Character. Longroans.
- 1865 A Catalogue of British Insects in all the Orders. 125 pp., Longmarts.
- 1868 The Ancestral Homes of Britain, containing examples of its noblest castles, halls and mansions, rééd. et complété dans The County Seats (1880)[2]
- 1869 Difficulties of Darwinism.
- 1870 Dogs and their Doings. Partridge.
- 1875 All the Articles of the Darwin Faith.
- 1880 The County Seats of the Noblemen and Gentlemen of Great Britain and Ireland. William Mackenzie, Ludgate Hill.
- 1886 The Sparrow-Shooter.
- 1890 The Demands of Darwinism on Credulity. Patridge and Company.

## Galerie

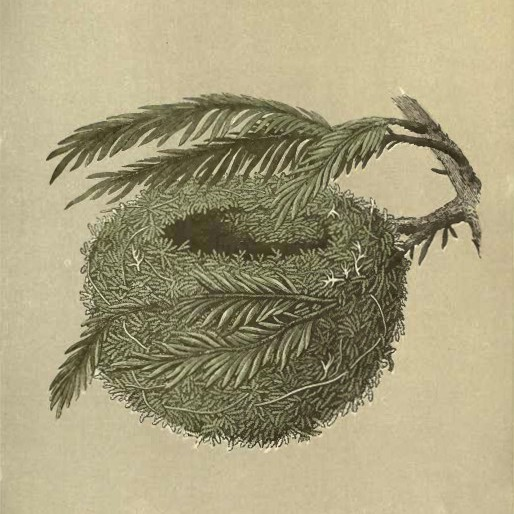
A History of the Nests and Eggs of British Birds, nid de roitelet huppé par Francis Orpen Morris
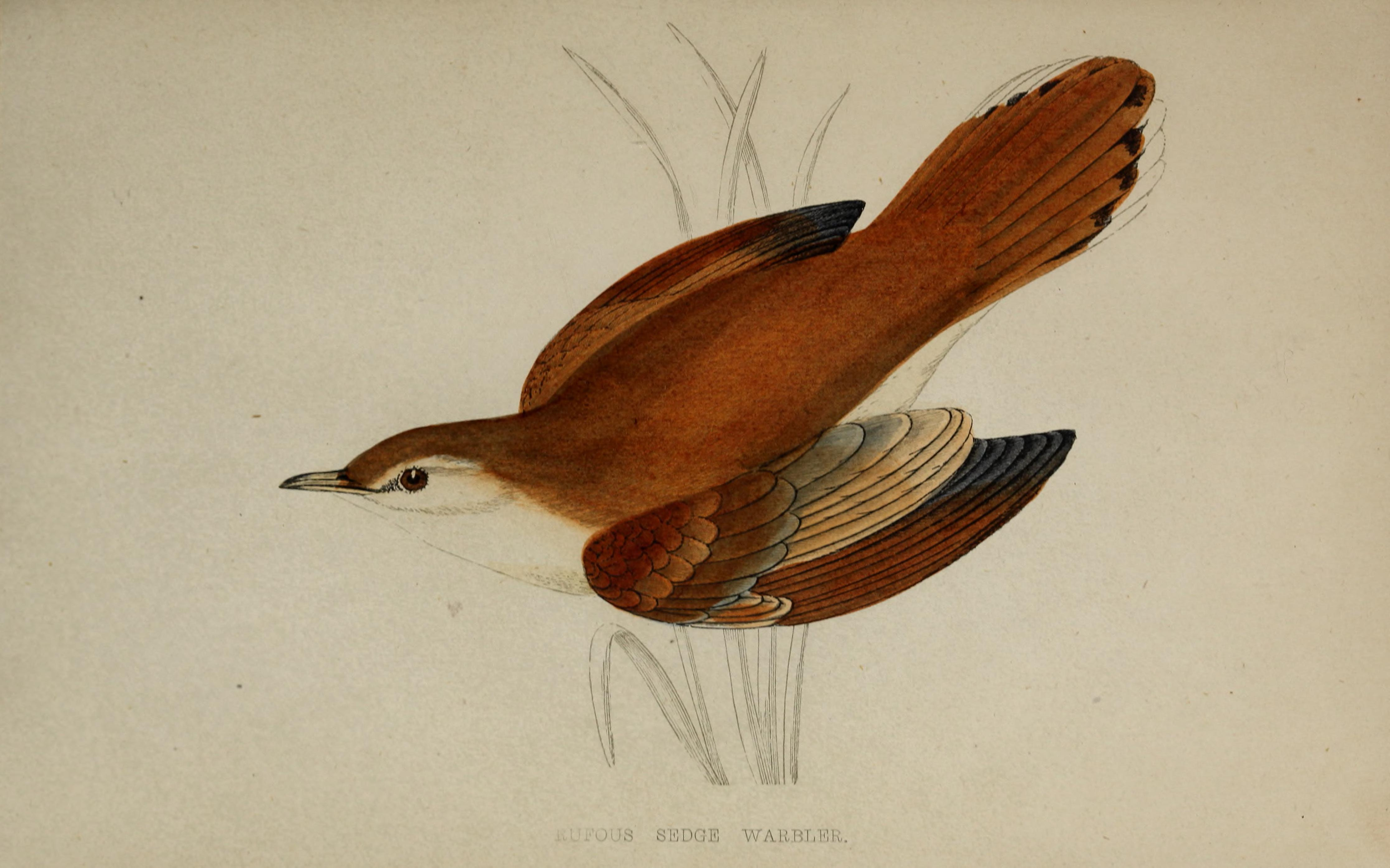
A History of British Birds par Francis Orpen Morris (1862)
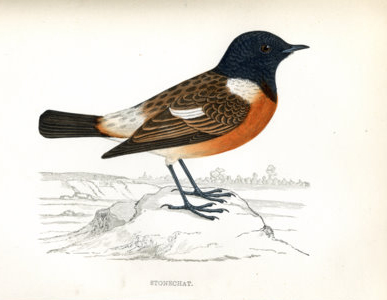
Saxicola rubicola par Francis Orpen Morris
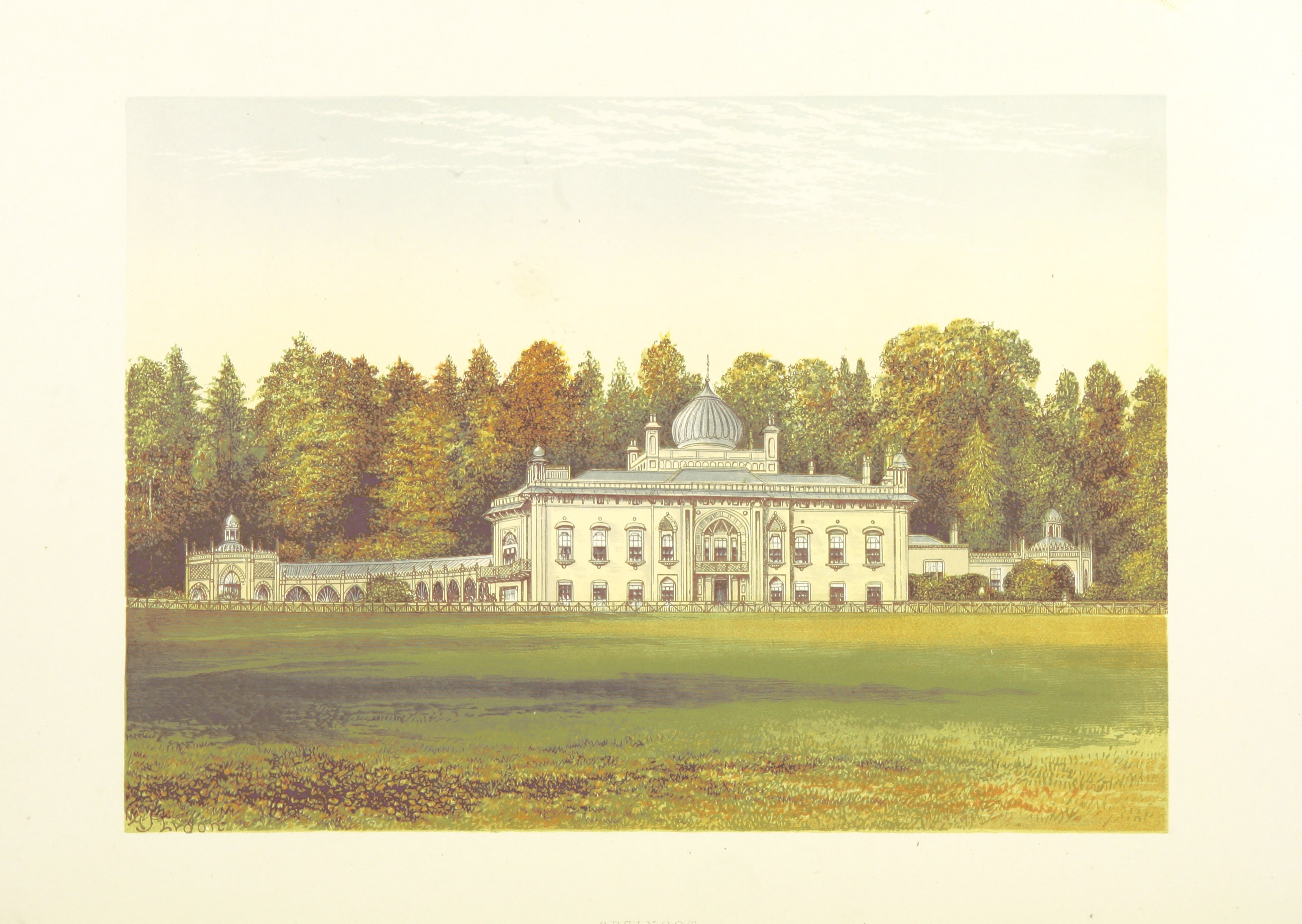
Sezincote House par Francis Orpen Morris (1866)
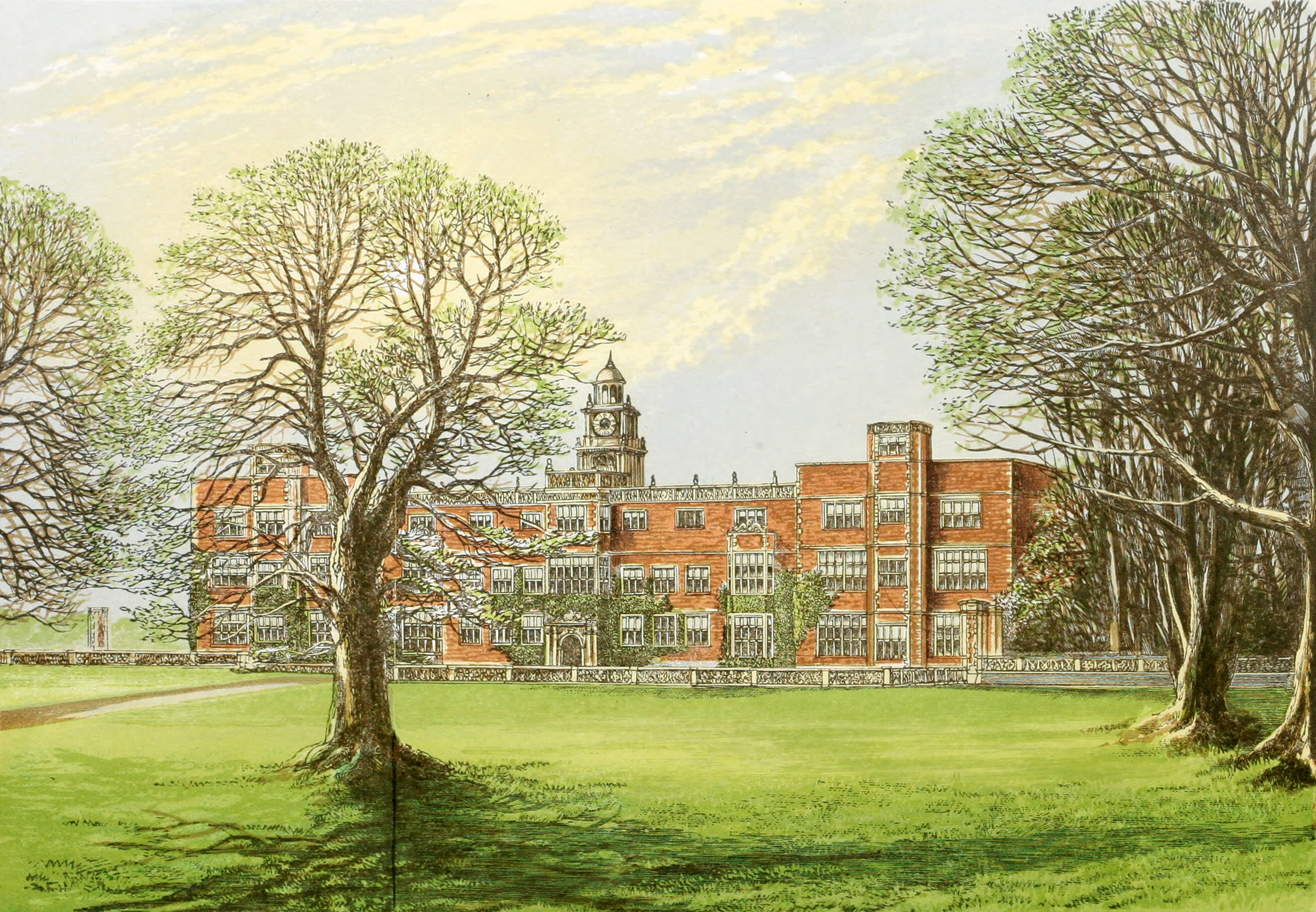
Hatfield House par Francis Orpen Morris (1880)